# Believe Me
Believe Me är en låt framförd av Greczula i Melodifestivalen 2025. Låten, som deltog i den tredje deltävlingen, gick direkt vidare till final där den slutade på tredje plats.
Låten är skriven av artisten själv, Amanda Nordelius och John Russel.